# Outreach (revista)
Outreach é uma revista cristã evangélica estadunidense, com sede em Vista, Califórnia, especializada em igrejas e ministérios.
Todo mês de outubro, a revista lista as 100 maiores e as 100 igrejas que mais crescem no continente americano.

## História
A revista começou a ser publicada em janeiro de 2002 e pertence à Outreach, Inc, companhia fundada em 1996 por Scott Evans.